# Bashéo
Baschéo o Bashéo es una comuna camerunesa perteneciente al departamento de Bénoué de la región del Norte.
En 2005 tiene 26 743 habitantes, de los que 2751 viven en la capital comunal homónima.
Se ubica unos 40 km al norte de la capital regional Garua. Su territorio es fronterizo con el estado nigeriano de Adamawa.

## Localidades
Comprende, además de Baschéo, las siguientes localidades:
- Anski
- Balda
- Bayadel
- Bayien
- Bogour
- Boré
- Dalami
- Dédé
- Diamboutou
- Diatoumi
- Diri
- Djornomo
- Dodjoula
- Domayo
- Doundeye
- Foulberé
- Goho
- Gotzer
- Hama Koussou
- Hornomo
- Kango Kéféro
- Kataka
- Kataka Demsa
- Kobossi
- Kouanguen
- Laïndé
- Lougga
- Matcha
- Mbotilgou
- Mboutou
- Mboutou Dembo
- Mima
- Nboutoum
- Ngomma
- Oura Baba
- Ouro Alinbagou
- Ouro Ardo-Ban
- Ouro Ardoya ya
- Ouro Bayoua
- Ouro Boki
- Ouro Doundéï
- Ouro Kassida
- Ouro Kobé
- Ouro Laouane
- Ouro Mbabi
- Ouro Modibo
- Ouro Naoudé
- Ouro Posso
- Ouro Rabé
- Ouroum
- Paliré
- Pansé
- Pouchant
- Pourri
- Rey Mala
- Sourou
- Timpil
- Tondiré
- Toro
- Wafango
- Warguissa
- Zapéali